# Las Grasas
Las Grasas är en ort i Mexiko.   Den ligger i kommunen Silao de la Victoria och delstaten Guanajuato, i den centrala delen av landet, 290 km nordväst om huvudstaden Mexico City. Las Grasas ligger 1 751 meter över havet och antalet invånare är 311.
Terrängen runt Las Grasas är en högslätt. Runt Las Grasas är det ganska tätbefolkat, med 207 invånare per kvadratkilometer. Närmaste större samhälle är Silao, 8,9 km norr om Las Grasas. Trakten runt Las Grasas består till största delen av jordbruksmark.